# Файнберг, Леонид
Леонид Файнберг (родился 3 января 1958 года), также известный как Людвиг Файнберг, Лёша-Тарзан, Лев Панамский, Алон Бар, Лёлик Бар, Леон Бар и Mr. Prisoner (сетевой псевдоним) — международный преступник, торговец наркотиками, сутенёр.

## Биография
Родившись в Одессе, Файнберг, поработав зубным врачом, эмигрировал в Израиль в 1970-х, а через несколько лет и в США. 
Файнберг жил в Майами в период между 1990 и 1997 годами, где имел репутацию «самого известного представителя русской мафии». Договорившись с капитаном 1-го ранга Михаилом Магаршаком, пытался продать старую советскую субмарину проекта 641 наркокартелю в Колумбии с целью перевозки наркотиков (позже дело в суде развалилось), а также поставлял в Колумбию вертолёты Ка-32.
В начале 1997 года был арестован по обвинению в сговоре с целью торговли наркотиками. Провёл тридцать месяцев в тюрьме под следствием, дал показания против сообщника, был приговорён к 37 месяцев тюрьмы и был депортирован в Израиль после отбытия срока. Там он открыл бар под названием Crazy Horse, а вскоре перебрался в Оттаву к своей жене-канадке.
Затем он был депортирован из Канады, жил некоторое время в Москве, потом в Бразилии.
В 2010—2011 гг. владел вместе с друзьями стриптиз-клубом в Панаме, оказывавший услуги по предоставлению клиентам «лучших девочек из Колумбии и России», а также торговал наркотиками.

## Следствие и арест
С середины 2011 года находился под следствием в панамской тюрьме Ла-Джойита по обвинению в торговле наркотиками и сутенёрстве.
Вёл из тюрьмы видеоблог, в котором отвергает предъявленные ему обвинения и просит своих подписчиков собрать 65 000 долларов США, якобы необходимых ему для освобождения из заключения, утверждая, что является российским гражданином и требуя помощи у российского консула.
После освобождения судьёй из тюрьмы в Панаме прокурор обжаловал освобождение и хотел возобновить рассмотрение дела. Власти собирались повторно арестовать Тарзана и его сообщника (Тони Галеота). Сообщники бежали из Панамы в Коста-Рику на лодке и скрывались там до тех пор, пока не смогли получить возможность покинуть Коста-Рику. Эта история подробно описана в сериале National Geographic «Злоключения за границей» (13 сезон, 10 серия «Крах гангстера из Майами» ("Miami Mobster Take Down")). В конце концов Тарзан бежал на Кубу и затем в Москву.

## Участие в мультипликаторской деятельности
Файнберг позиционирует себя как создателя детского мультсериала «Лёлик и Барбарики» (сериал, по утверждению Файнберга, был снят по его заказу режиссёром Владимиром Саковым).

## Фильмография
В 2018 году вышел американский документальный фильм «Operation “Odessa”», в котором о попытке перепродажи подводной лодки рассказывают Леонид Файнберг, Хуан Альмейда, Тони Галеота и другие участники истории.